# Idris unicolor
Idris unicolor är en stekelart som först beskrevs av Jean-Jacques Kieffer 1910.  Idris unicolor ingår i släktet Idris och familjen Scelionidae. Inga underarter finns listade i Catalogue of Life.